# Мисиано, Кристофер
Кристофер Мисиано (англ. Christopher Misiano) — американский режиссёр и продюсер телевидения. Он наиболее известен по своим работам в сериалах «Скорая помощь», «Западное крыло» и «Студия 60 на Сансет-Стрип».

## Жизнь и карьера
У него есть старший брат Винсент Мисиано, который также является режиссёром телевидения.
Мисиано снял несколько эпизодов сериалов «Троица», «Детектив Нэш Бриджес», «Закон и порядок» и «Третья смена».
В 2003 году, Мисиано получил премию «Эмми» за финал четвёртого сезона «Западное крыло» под названием «Двадцать пять», который также подчёркивает последнее появление создателя сериала Аарона Соркина в качестве сценариста сериала.
Мисиано был исполнительным продюсером юридического драматического сериала NBC «Закон и порядок: Лос-Анджелес», который является спин-оффом долговременного сериала «Закон и порядок», который был отменён в 2010 году.
Он является другом детства Джерри Сайнфелда.

## Фильмография
- Пэн Американ / Pan Am
- Грань / Fringe
- Анатомия страсти / Grey’s Anatomy
- Элай Стоун / Eli Stone
- Скорая помощь / ER
- Месть / Revenge
- Западное крыло / The West Wing
- Троица / Trinity
- Детектив Нэш Бриджес / Nash Bridges
- Закон и порядок / Law & Order
- Третья смена / Third Watch
- Хорошая жена / The Good Wife
- Агент Картер / Agent Carter
- Американцы / The Americans
- Форс-мажоры / Suits
- Закон и порядок: Лос-Анджелес / Law & Order: LA
- Манхэттен / Manhattan